# Šimon Hlinovský
Šimon Hlinovský (* 8. února 1990 Praha) je český aktivista, politik, autor knihy Očima mladého aktivisty.

## Životopis
Vystudoval politologii na Fakultě sociálních věd Univerzity Karlovy v Praze. Už předtím se na Malostranském gymnáziu stal předsedou místní skupiny Českého červeného kříže a dlouhá léta vedl kroužek, kde učil děti první pomoc. Podílel se na mnoha prospěšných charitativních projektech (Světluška, Český den proti rakovině) a osvětových akcích pro veřejnost, jako byla tradiční Bambiriáda.
V letech 2020–2022 psal články do ATYP magazínu a přednášel na konferencích o autismu.
V roce 2021 vydal knihu Očima mladého aktivisty, kde vzpomínal na demonstrace a další politické události minulých dvanácti let.
Od roku 2019 se podílí na projektu Živá knihovna s Amnesty International.
V roce 2024 kandidoval za Liberální alianci nezávislých občanů jako její lídr ve volbách do Evropského parlamentu. Strana získala 0,22 % platných hlasů a nikdo z jejích kandidátů tedy zvolen nebyl.
Často se účastní televizních soutěží, vyhrál například v AZ-kvízu v roce 2021.

### Účast v televizních pořadech

#### Česká televize
- Taxík (2014)
- Máte slovo (2015–2022)
- Míň je víc! (2015)
- Kde domov můj? (2017–2019)
- AZ-kvíz (2021)
- Politické spektrum (2024)[10][11]

#### Televize Barrandov
- Aréna Jaromíra Soukupa (2018)
- Kvíz Jaromíra Soukupa (2023)
- Šťastná sedmička (2022–2024)

#### Televize Prima
- Cool Taxi (2024)